# Bertram Ramsay
Sir Bertram Home Ramsay (London, 1883. január 20. – Toussus-le-Noble, 1945. január 2.) brit tengernagy.

Tengerészpályafutását 15 éves korában kezdte. Katonaként a világ szinte minden táján megfordult, tengerészeti egységek tagjaként még szárazföldi harcokban is részt vett. 1938-ban nyugállományba vonult, de 1939-ben visszahívták, és 1942-ig Dover parancsnoka volt. E minőségében szervezte és bonyolította a dunkerque-i evakuációt. 1942-43-ban a Földközi-tenger térségében dolgozott, az észak-afrikai és a szicíliai partraszállás előkészítését végezte. 1944-ben előbb megtervezője, majd parancsnoka a normandiai partraszállás tengerészeti hadműveleteinek. 1945. január 2-án repülőgép-szerencsétlenségben vesztette életét. 

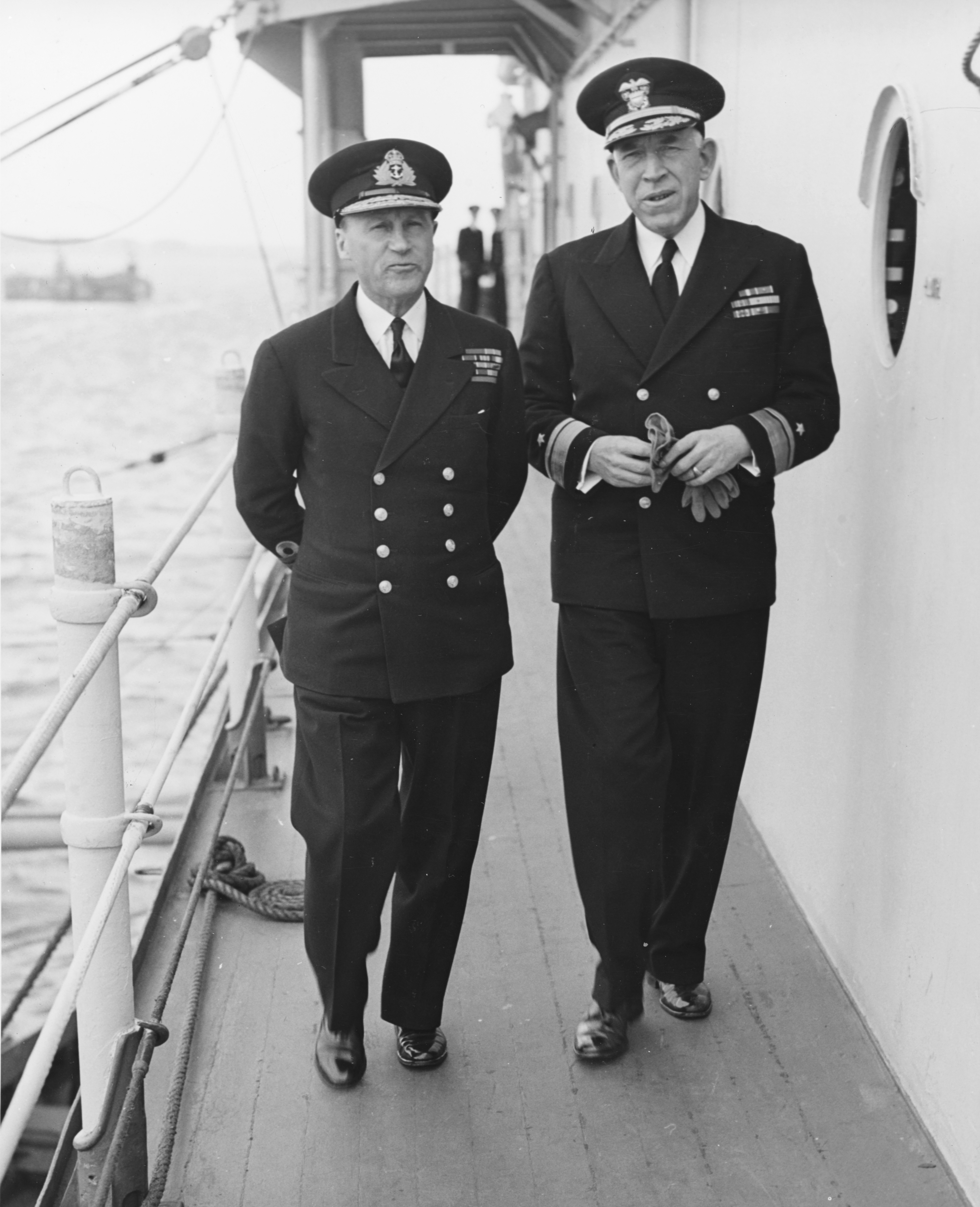
Sir Bertram Ramsay (balra)

## AII. világháborúban

### Husky hadművelet
Szicília megszállása